# Dark Blue World
Dark Blue World (Originaltitel: Tmavomodrý svět) ist ein Kriegsfilm aus dem Jahr 2001, der auch unter dem Titel Leidenschaft in dunklen Tagen im Fernsehen gezeigt wurde. Regie führte Jan Svěrák, die Hauptrolle spielte Ondřej Vetchý.

## Handlung
Die Filmhandlung beginnt im Jahr 1939 mit dem Einmarsch der deutschen Wehrmacht in die Tschechoslowakei. Die Hauptdarsteller sind zwei tschechische Piloten – der Ausbilder Franta und Karel, einer seiner jungen Flugschüler –, die tatenlos mit ansehen müssen, wie ihr Land besetzt wird. Sie beschließen, nach England zu fliehen und von dort aus den Kampf gegen Hitler-Deutschland aufzunehmen.
In England angekommen müssen sie sich zunächst mit anderen exiltschechischen Piloten einer erneuten, demütigenden Ausbildung durch die Royal Air Force unterziehen. Sie umfasst neben dem Fliegerischen und Kampftaktiken auch Unterricht in der englischen Sprache und trägt tragikomische Züge. Erst nach geraumer Zeit lässt man die jungen Tschechen gegen die deutsche Luftwaffe in den Kampf ziehen, in dem sich die beiden Freunde durchaus bewähren.
Nach einem Absturz begegnet Karel der Engländerin Susan, die in einem einsam gelegenen Haus mit einigen Pflegekindern lebt und Karels Verletzung versorgt. Er verliebt sich in Susan, deren Mann in der Royal Navy dient, aber seit einem Jahr als vermisst gilt. Susan erwidert Karels Zuneigung und sie verbringen die Nacht miteinander.
Nachdem auch Franta Susan kennengelernt hat, entwickelt sich zwischen ihnen eine Liebschaft, die Franta zunächst wegen seiner Freundschaft zu Karel nur zögernd wahrhaben will, deren Kraft sich aber letztlich über seine Gewissensbisse hinwegsetzt. Die heimlichen Treffen bleiben Karel nicht lange verborgen. Er wendet sich tief enttäuscht von seinem Freund ab, der ihn kurz zuvor noch vor der Gefangenschaft und womöglich dem Tod bewahrt hat, als er ihn mit einem waghalsigen Manöver hinter den feindlichen Linien aufnahm. Bei einem Luftkampf beschießt Karel Frantas Maschine, der ihn daraufhin beschuldigt, dies absichtlich getan zu haben. Schließlich erfüllt sich die Freundschaft der beiden, als Karel Frantas Leben bei einem Absturz rettet und dabei selbst ums Leben kommt.
Eingebettet ist diese Handlung, die in Rückblenden erzählt wird, in die Geschichte Frantas, der wenige Jahre nach dem Zweiten Weltkrieg in einem stalinistischen Arbeitslager einsitzt. Die an die Regierungsmacht gekommenen Kommunisten hatten die ehemaligen Freiheitskämpfer festgesetzt, weil sie fürchteten, dass diese sich auch gegen die eigene Regierung wenden. Zu Beginn der 1950er Jahre aus der Gefangenschaft entlassen werden Franta und seine Kameraden erst 1991 offiziell vom Tschechischen Staat rehabilitiert – zu einem Zeitpunkt, als viele von ihnen schon tot sind.

## Hintergründe
Der Film, der acht Millionen US-Dollar kostete und damit der bis dahin teuerste tschechische Film war, wurde in Tschechien, Deutschland und Südafrika gedreht.
Seine Premiere feierte der Film am 17. Mai 2001 in den tschechischen Kinos, wo er ein Kassenschlager wurde. In den Vereinigten Staaten startete Dark Blue World am 28. Dezember 2001 und spielte dort über 250.000 US-Dollar ein. In Deutschland lief der Film am 2. Mai 2002 an.
Regisseur Jan Svěrák macht die bisher unerzählte Geschichte der tschechischen Exilpiloten während der kommunistischen Herrschaft erstmals einem breiten internationalen Publikum bekannt.

## Auszeichnungen
Bei der Verleihung des tschechischen Filmpreises Böhmischer Löwe gewann der Film in den Kategorien Beste Kamera, Beste Regie, Bester Schnitt, Beste Musik sowie den Kritikerpreis und den Preis für den Film mit dem höchsten Einspielergebnis. Nominiert war Dark Blue World außerdem in den Kategorien Bester Film, Bester Hauptdarsteller (Ondřej Vetchý), Bester Nebendarsteller (Kryštof Hádek), Beste Nebendarstellerin (Linda Rybová), Bester Ton, Beste Ausstattung und Beste Kostüme.
Der Film war Tschechiens Einsendung für eine Nominierung bei der Oscarverleihung 2002 in der Kategorie Bester fremdsprachiger Film, wurde aber weder nominiert noch ausgezeichnet.

## Kritik
Die Kritik in Deutschland war eher durchwachsen. So erntete die Leistung der Darsteller durchweg Lob und auch die technische Qualität und Choreografie der Flug- und Kampfszenen wurden – angesichts des international gesehen knappen Budgets – positiv hervorgehoben. Andererseits warf man dem Film romantische Stimmungsmacherei, nostalgischen Genrekitsch und schwache Handlungskonzentration vor. Auch die Verschachtelung der verschiedenen Geschichten überzeugte nicht: Zwischendurch erfolgt die atmosphärisch abträgliche Blende in die unverdient kommunistische Zukunft, was jedoch nur unnötig verkomplizierend wirkt, da schon Luftkrieg und Frauenbuhlerei keinen rechten Bezug zum Publikum konstruieren.
So zog denn filmspiegel.de das Resumé: Kaum beflügelnde Fliegermelancholie auf hohem technischen Niveau.